# Landéan
Landéan är en kommun i departementet Ille-et-Vilaine i regionen Bretagne i nordvästra Frankrike. Kommunen ligger i kantonen Fougères-Nord som tillhör arrondissementet Fougères-Vitré. År 2022 hade Landéan 1 225 invånare.

## Befolkningsutveckling
Antalet invånare i kommunen Landéan
Referens:INSEE